# Lita Stantič
Lita Stantič (rojena kot Élida Stantic), argentinska režiserka, scenaristka in filmska producentka slovenskega rodu, * 17. april 1942, Buenos Aires, Argentina.

## Življenjepis
Rodila se je slovenskim staršem v buenosaireški četrti Parque Chas. Oče Stanko iz Temnice je v Argentino emigriral leta 1929, mama Gizela rojena Godnič iz Kostanjevice pa dve leti za njim. Poznala sta se že od malega, poročila pa šele v Argentini.
Film jo je pritegnil ko je bila še zelo majhna. Odločila se je za študij književnosti in novinarstva, ker je bila v tistih časih edina perspektiva, da bi se ženska ukvarjala s kinom, postati filmski kritik. Uspelo ji je najti nišo v kratkih filmih in oglasih ter dobiti priložnost stopiti v svet filma kot odgovorna za produkcijo in ustanoviti svojo filmsko produkcijsko agencijo.
Spada med najpomembnejše filmske producente tako imenovanega novega argentinskega filma. Spromovirala je režiserje kot so Lucrecia Martel, Pablo Trapero in Adrian Caetano. Pri njenih produkcijah so sodelovale tudi mednarodno znane igralke, kot sta Julie Christie in Vanessa Redgrave.

## Izbrana filmografija
- El bombero está triste y llora (1965)
- Un día... (1966)
- Camila (1984)
- Miss Mary (1986)
- Un muro de silencio (1993)
- La ciénaga (2001)
- Errante (2022)
- La gruta continua (2023)

## Vira
- Lita Stantič – Slovenka v vrhu filmske industrije’’;  Rok Fink, Rodna Gruda, 30.4.2023
- El cine es automóvil y poema. 2013. ISBN 978-9502322322.